# Seznam slovenskih programerjev
Seznam slovenskih programerjev.

## B
- Janez Brank

## G
- Igor Grešovnik - IOptLib, Inverse, IGLib

## J
- Primož Jakopin - urejevalnik besedila EVA, NEVA

## K
- Jože Korelc - AceGen
- Boštjan Kožuh - tvorec programa za šolarje SchoolGrad 1.0 in 2.0

## M
- Marko Maček - upravljalnik oken IceWM

## P
- Marko Petkovšek - Različni paketi v Mathematici

## T
- Tomaž Tekavec - NConstruct, Do it Tomorrow, Osebni trener.
- Andraž Tori - Smart

## V
- Boris Voglar - BSPlayer

## Z
- Egon Zakrajšek - začetnik računalništva v Sloveniji, priročniki za Z-23, zbirnik, algol, algol68, structran